# The Angel and the Gambler
The Angel and the Gambler (с англ. — «Ангел и игрок») — тридцать первый сингл британской хеви-метал-группы Iron Maiden. Сингл выпущен в поддержку альбома группы Virtual XI, и вышел за две недели до выпуска альбома. Первый сингл группы, содержащий видео на стороне «B».

## The Angel and the Gambler
Песня была записана в 1997 году.
Текст песни по словам её автора Стива Харриса, это история двух характеров, одного парня, немного жулика, ночного гуляки и ангела, который был ниспослан для того, чтобы наставить парня на путь истинный. Роб Смоллвуд, менеджер коллектива, настаивал на том, чтобы первым синглом вышла песня Futureal (второй сингл альбома), по его словам имела место стычка с Харрисом по этому поводу, но «Стив упёрся». Партия клавишных была исполнена Стивом Харрисом.
На короткий вариант песни был снят видеоклип в антураже по мотивам «Звёздных войн», где средствами компьютерной графики сделаны различные инопланетяне, космические корабли и прочее . В клипе среди инопланетян задействован и Эдди — в роли звукооператора в то время, когда демонстрируются кадры выступления группы и в роли крупье в некоем космическом казино.
Сингл вышел в четырёх вариантах: 7" — «pictured», и в трёх вариантах CD c тремя разными вариантами стороны «B», плюс два промо.

## Сторона «B» сингла
Сторона «B» сингла в первом варианте (CD) содержит песню Blood on the World’s Hands (с англ. — «Кровь на руках мира»), записанную в живую в Гётеборге 1 ноября 1995 года и видео Afraid to Shoot Strangers (с англ. — «Опасайся стрелять в незнакомцев»). В этом варианте к диску прилагается постер, на одной из сторон которого располагается Virtual XI Fixture List 1998 (расписание выступлений, стилизованное под расписание футбольных матчей — весь альбом имеет некоторое отношение к чемпионату мира по футболу 1998 года), а на другой стороне группа в составе футбольной команды с такими футболистами, как Пол Гаскойн, Фаустино Асприлья, Иан Райт, Стюарт Пирс, Патрик Вьера и Марк Овермарс
Сторона «B» сингла во втором варианте (CD) содержит песню The Aftermath (с англ. — «Отголосок»), также записанную в живую в Гётеборге 1 ноября 1995 года и видео Man on the Edge (с англ. — «Человек на краю»). Релиз содержит три открытки с фотографиями членов группы в футбольной форме.
Сторона «B» в варианте макси-сингла содержит обе песни группы с первых двух вариантов и одно видео Afraid to Shoot Strangers.
7"-«pictured» диск повторяет сингл первого варианта, но без видео. На всех релизах, кроме CD в варианте 1, заглавная песня представлена в укороченном варианте

## Конверт
Обложка сингла выпущена в трёх вариантах:
На обложке обычных CD-синглов, макси-сингла и английского промо, размещен Эдди, бросающий кости. Обложка выполнена трёхмерной компьютерной графикой, вид Эдди повторяет его вид в видеоклипе. Работа выполнена компанией Synthethic Dimension.
На обложках макси-сингла и американского промоварианта изображён Эдди во фраке и цилиндре, зазывающий в плавучее казино Captain Edwards, плавающее по Миссисипи. Эту обложку нарисовал Дерек Риггс.
И, наконец, на 7"-«pictured»-диске изображён Эдди за карточным столом, во фраке, цилиндре и с сигарой. Эту обложку также нарисовал Дерек Риггс; его логотип расположен на пиковом тузе, лежащем на столе.

## Список композиций

### 7" винил
1. «The Angel and The Gambler» (edited version) (Харрис) — 6:05
2. «Blood on the World’s Hands» (live version) (Харрис) — 6:07

### CD 1
1. «The Angel and the Gambler» (full album version) (Харрис) — 9:56
2. «Blood on the World’s Hands» (live version) (Харрис) — 6:05
3. «Afraid to Shoot Strangers» (live video) (Харрис)

### CD 2
1. «The Angel and the Gambler» (edited version) (Харрис) — 6:05
2. «The Aftermath» (live version) (Харрис, Бэйли, Герс) — 6:45
3. «Man on the Edge» (live video) (Бэйли, Герс)

### Макси-CD
1. «The Angel and the Gambler» (edit) (Харрис) — 6:05
2. «Blood on the World’s Hands» (live version) (Харрис) — 6:05
3. «The Aftermath» (live version) (Харрис, Бэйли, Герс) — 6:45
4. «Afraid to Shoot Strangers» (live video) (Харрис)

### Промо-CD (UK)
1. «The Angel and the Gambler» (edited version) (Харрис) — 6:05

### Промо-CD (USA)
1. «The Angel and the Gambler» (edit) (Харрис) — 4:12
2. «Blood on the World’s Hands»(live version)  (Харрис) — 6:05
3. «The Aftermath» (live version) (Харрис, Бэйли, Герс) — 6:45
4. Man on the Edge» (live video) (Бэйли, Герс)

## Участники
- Блэйз Бэйли — вокал
- Стив Харрис — бас, клавишные
- Яник Герс — гитара
- Дейв Мюррей — гитара
- Нико МакБрэйн — ударные

## Чарты
| Чарт (1998)             | Позиция |
| ----------------------- | ------- |
| Dutch Top 40            | 52      |
| Finland’s Official List | 3       |
| Media Control Charts    | 61      |
| Sverigetopplistan       | 29      |
| UK Singles Chart        | 18      |